# Dora Peyser
Dora Peyser (* 22. Februar 1904 in Berlin; † 15. Februar 1970 in Turramurra, Sydney, Australien) war eine deutsch-australische Sozialarbeiterin, jüdischer Abstammung.

## Leben
Sie war das zweite von vier Kindern des Hals-, Nasen- und Ohrenarztes Alfred Peyser und dessen Ehefrau Sofie geb. Fraenkel. Der Vater war Vorsitzender der Jüdischen Reformgemeinde von Berlin. Nach dem Besuch des Lyzeums absolvierte sie von 1921 bis 1922 die Hortnerinnenausbildung am renommierten Pestalozzi-Fröbel-Haus (PFH) in Berlin und besuchte noch an der gleichen Ausbildungsstätte einen Haushaltungskurs. Folgend arbeitete sie in einem Mädchenhort und in einem Kindererholungsheim. Von 1924 bis 1925 ließ sich Dora Peyser zur Säuglings- und Kinderkrankenpflegerin am Hugo Neumanns Kinderhaus ausbilden. Anschließend besuchte sie für zwei Jahre die von Alice Salomon 1908 gegründete Soziale Frauenschule. Im Jahre 1927 legte sie die staatliche Prüfung zur Wohlfahrtspflegerin ab. Danach war sie bis 1934 persönliche Assistentin und Sekretärin von Alice Salomon. Nebenamtlich unterrichtete sie noch an der Kinderpflegerinnenschule des PFHs die Fächer Lebenskunde und Gemeinschaftslehre. Auf Anraten ihrer Chefin holte sie das Begabtenabitur nach und studierte dann von 1930 bis 1934 Soziologie, Philosophie, Geschichte und Volkswirtschaft an der Berliner Universität. Ihre Promotion schloss sie magna cum laude ab. Nach dem Wahlsieg der Nationalsozialistischen Deutschen Arbeiterpartei bei der Reichstagswahl März 1933  musste sie wegen ihrer jüdischen Abstammung alle ihre Ämter aufgeben. Während der Vater noch fünf Jahre in Deutschland blieb, emigrierte sie 1934 nach Australien. Dort war sie als District Nurse tätig. Zudem unterrichtete sie Deutsch an der Universität Sydney, überarbeitete ihre Doktorarbeit, die sie 1951 in Australien publizierte, und schrieb die erste umfangreiche Biografie über Alice Salomon. Nach langem Leiden erlag sie der Parkinson-Krankheit.

## Werke
- Hilfe als soziologisches Phänomen. Triltsch, Würzburg 1934
- The History of Welfare Work in Sydney from 1788-1920, Sydney 1951
- The Strong and the Weak. Currawong, Sydney 1951
- Alice Salomon. Ein Lebensbild, in: Hans Muthesius (Hrsg.): Alice Salomon. Die Begründerin des sozialen Frauenberufes in Deutschland. Ihr Leben und ihr Werk, Köln/Berlin 1958, S. 11–149